# Saint-Macoux
Saint-Macoux è un comune delegato del comune di Val-de-Comporté, situato nel dipartimento della Vienne nella regione della Nuova Aquitania. In precedenza comune autonomo, il 1º gennaio 2024 si è fuso con l'ex comune di Saint-Saviol per costituire il nuovo comune di Val-de-Comporté.

## Società

### Evoluzione demografica
Abitanti censiti